# Forsythia
Pour les articles homonymes, voir Forsythia (homonymie).
Genre
Classification phylogénétique

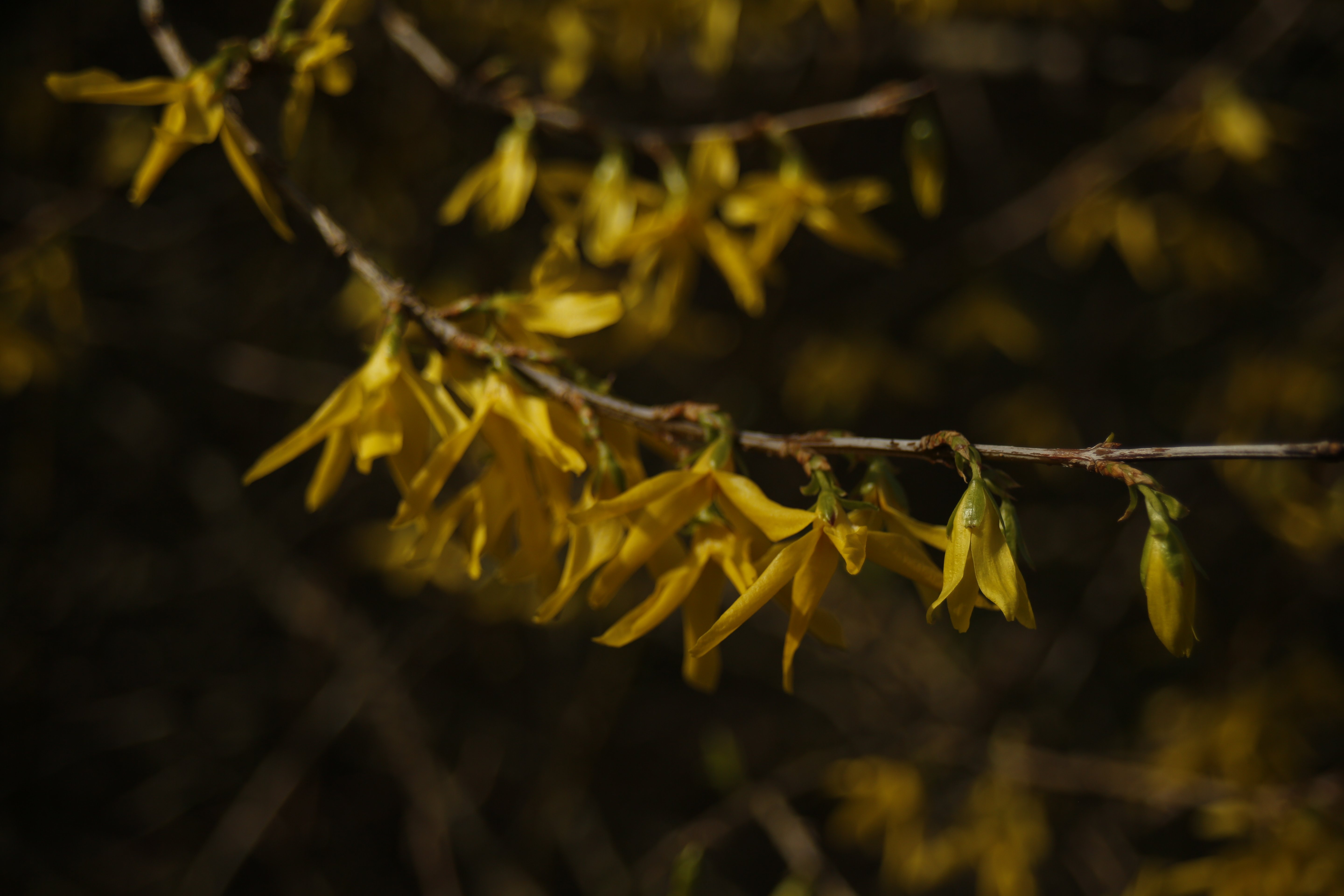
Forsythia.

Forsythia (prononcé en français [fɔʁ.si.sja]) est un genre de plante à fleurs de la famille des Oleaceae, Ce sont des arbustes rustiques reconnus en général par leur abondante floraison ornementale jaune d'or, qui se produit parmi les premières de l'année en fin d'hiver et début de printemps de l'hémisphère nord. Leur limbe est composé de plusieurs folioles, ovale, doublement denté et alterne.
Le genre compte une dizaine d'espèces, essentiellement d'Asie orientale tempérée (Chine orientale, Corée, Japon). Une espèce sans usage horticole est originaire d'Albanie.
Martin Vahl, professeur de botanique à Copenhague, a découvert ce genre début 1804, à partir des travaux d'observation de la flore japonaise du naturaliste suédois Carl Peter Thunberg,. Il le nomme en l'honneur du botaniste, horticulteur et arboriculteur William Forsyth, surintendant des jardins de Sa Majesté britannique, un des cofondateurs de la Royal Horticultural Society. William Forsyth et Martin Vahl sont tous deux décédés cette même année 1804, et le nom du genre a été publié en 1805 à titre posthume.
Le premier plant vivant de Forsythia suspensa, originaire des jardins du Japon, aurait été introduit aux Pays-Bas par Verkerk Pistorius en 1833,. La culture de cet arbuste décoratif à port rampant, réintroduit et répandu par les pépinières Veitch en Angleterre, aurait permis de former les premiers hybrides.
Les Forsythias sont les hôtes de chenilles de quelques lépidoptères dont Euproctis chrysorrhoea et Naenia typica.

## Espèces
- Forsythia europaea Degen & Bald. Balkans en Albanie et Kosovo.
- Forsythia giraldiana Lingelsh. Nord-ouest de la Chine.
- Forsythia japonica Makino. Japon.
- Forsythia likiangensis Ching & Feng ex P.Y.Bai. Sud ouest de la Chine.
- Forsythia mandschurica Uyeki. Nord-est de la Chine.
- Forsythia mira M.C.Chang. Nord central de la Chine.
- Forsythia nakaii (Uyeki) T.B.Lee. Corée.
- Forsythia ovata Nakai. Corée.
- Forsythia suspensa (Thunb.) Vahl. Est et centre de la Chine.
- Forsythia togashii H.Hara. Japon (Shōdoshima).
- Forsythia viridissima Lindley. Est de la Chine.
- Forsythia ×intermedia - Forsythia de Paris.

Sources : Université d'Oxford (« Forsythia », sur Oleaceae information).
Une étude génétique n'a pas tout à fait confirmé la classification traditionnellement acceptée (ci-dessus) et a groupé les espèces en 4 clades :
1. F. suspensa.
2. F. europaea — F. giraldiana.
3. F. ovata — F. japonica — F. viridissima.
4. F. koreana — F. mandschurica — F. saxatilis.

F. koreana est souvent cité comme variété de  F. viridissima, et F. saxatilis comme variété de F. japonica mais des indices génétiques suggèrent qu'il s'agirait d'espèces distinctes.

## Histoire et description de l'arbuste décoratif

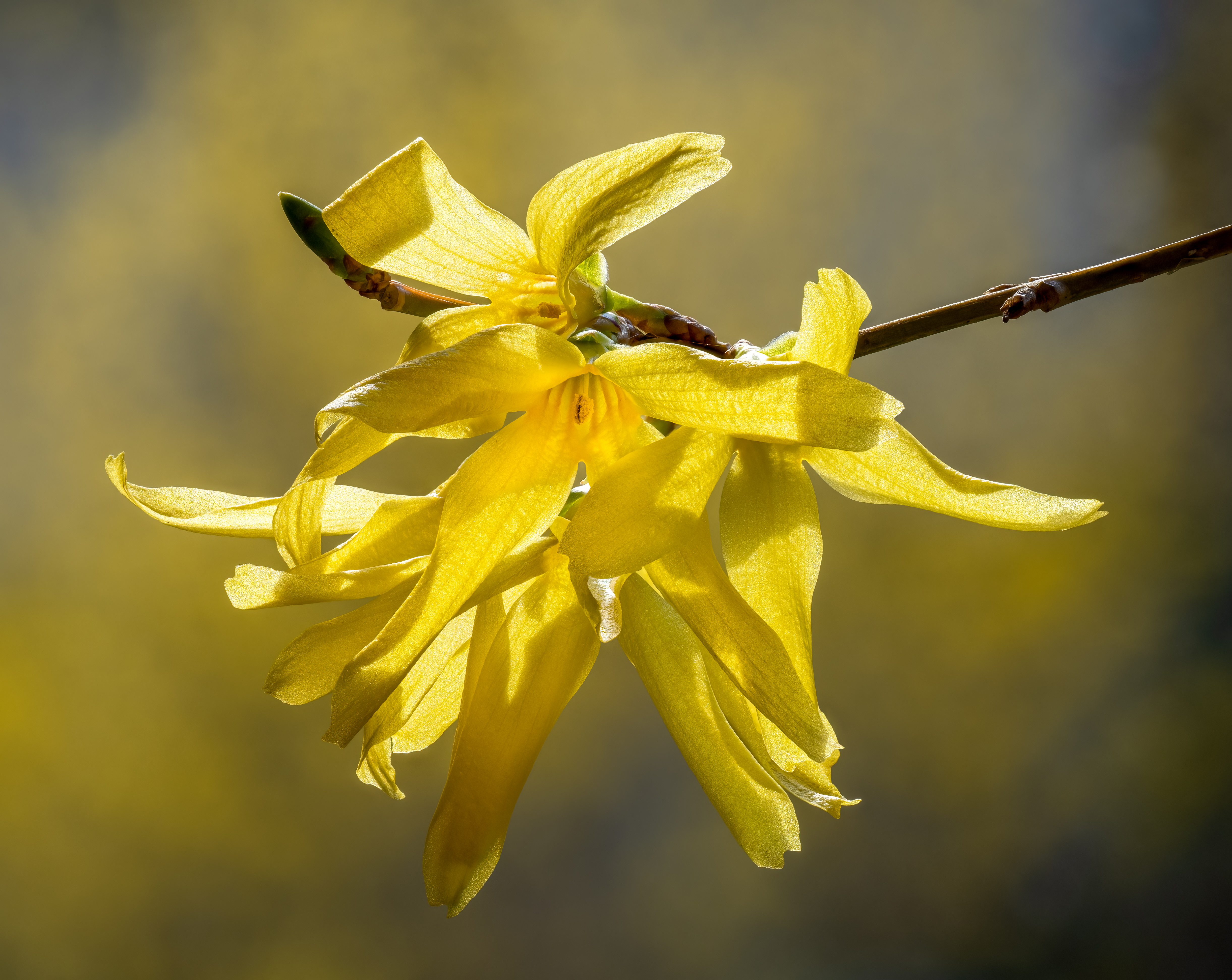
Détail des fleurs d'un Forsythia Lynwood.

Le (genre) forsythia, arbuste décoratif des jardins urbains ou des zones pavillonnaires de la fin du XXe siècle en Europe occidentale, provient d'hybridation de plantes originaires de Chine et des jardins du Japon, voire de Corée ou de Mandchourie. Ces plants d'arbrisseaux à feuilles caduques et à fleurs jaunes, atteignant deux à quatre mètres de hauteur, parfois moins, ont été acclimatés dans les jardins botaniques européens au début du XIXe siècle.
Les rameaux se couvrent de fleurs jaunes hétérostylées qui sortent avant les feuilles. Cette longue floraison dont la couleur est influencée par les caroténoïdes accessoires des chromoplastes se place très tôt dans l'année, parfois en février à Paris, le plus souvent en mars, en tous les cas quelques semaines avant l'apparition printanière des feuilles des arbustes ou arbres dans les espaces jardinés où il est présent. Le forsythia dont les fleurs jaunes très nombreuses persistent jusqu'en avril est bien souvent le premier arbuste fleuri de l'année dans les jardins particuliers du Nord-Est de la France. Les feuilles caduques, vert sombre, sont en forme de fer de lance.
Les variétés cultivées sont des plantes rustiques, résistantes aux grands froids secs (−25 °C). Elles s'accommodent de la plupart des terrains, mais le bon horticulteur évite les sols trop secs et trop compacts. Elles profitent des situations ensoleillées ou mi-ombragées. Elles peuvent se multiplier par bouturage ou marcottage.
Deux substances chimiques naturelles, rutine et quercétine, sont contenues dans le pollen. Elles peuvent être détruites si besoin par le stigmate. Ces productions chimiques alliées aux dispositifs de protections anatomiques interdisent la fécondation entre fleurs du même type.
Le mot féminin forsythie apparaît en 1823 en français. Il est employé, semble-t-il moins rarement, après 1840. Le dictionnaire Larousse universel de 1923 rappelle la prononciation finale en [tî], soit tie. Seuls les horticulteurs anglophiles prononcent encore correctement le radical issu du nom propre Forsyth. À noter que la prononciation reste multiple dans les principales langues européennes. La langue allemande actuelle préserve le mot féminin cousin die Forsythie, affecté d'au moins trois prononciations types. Le nom anglais forsythia possède deux prononciations communes (en dehors du latin savant) : une première qualifiée de « forte » basée sur le nom propre générique écossais, une seconde « faible » qui est, probablement par le prestige outre-manche de l'horticulture anglaise, à l'origine du mot français actuel.
La plante ornementale semble être commune dans les jardins des villes à la Belle Époque ou dans l'entre-deux-guerres, en tous cas aussi commune que les lilas. L'adoption du latin botanique source forsythia fait disparaître le mot féminin, et la prononciation pseudo-savante du terme masculinisé qui s'impose désormais s'éloigne du latin classique. L'écrivain Colette mentionne tardivement en 1941 par ce terme la plante arbustive fleurie, suspectant ses faibles capacités mellifères.

## Présentation horticole d'un forsythia hybride

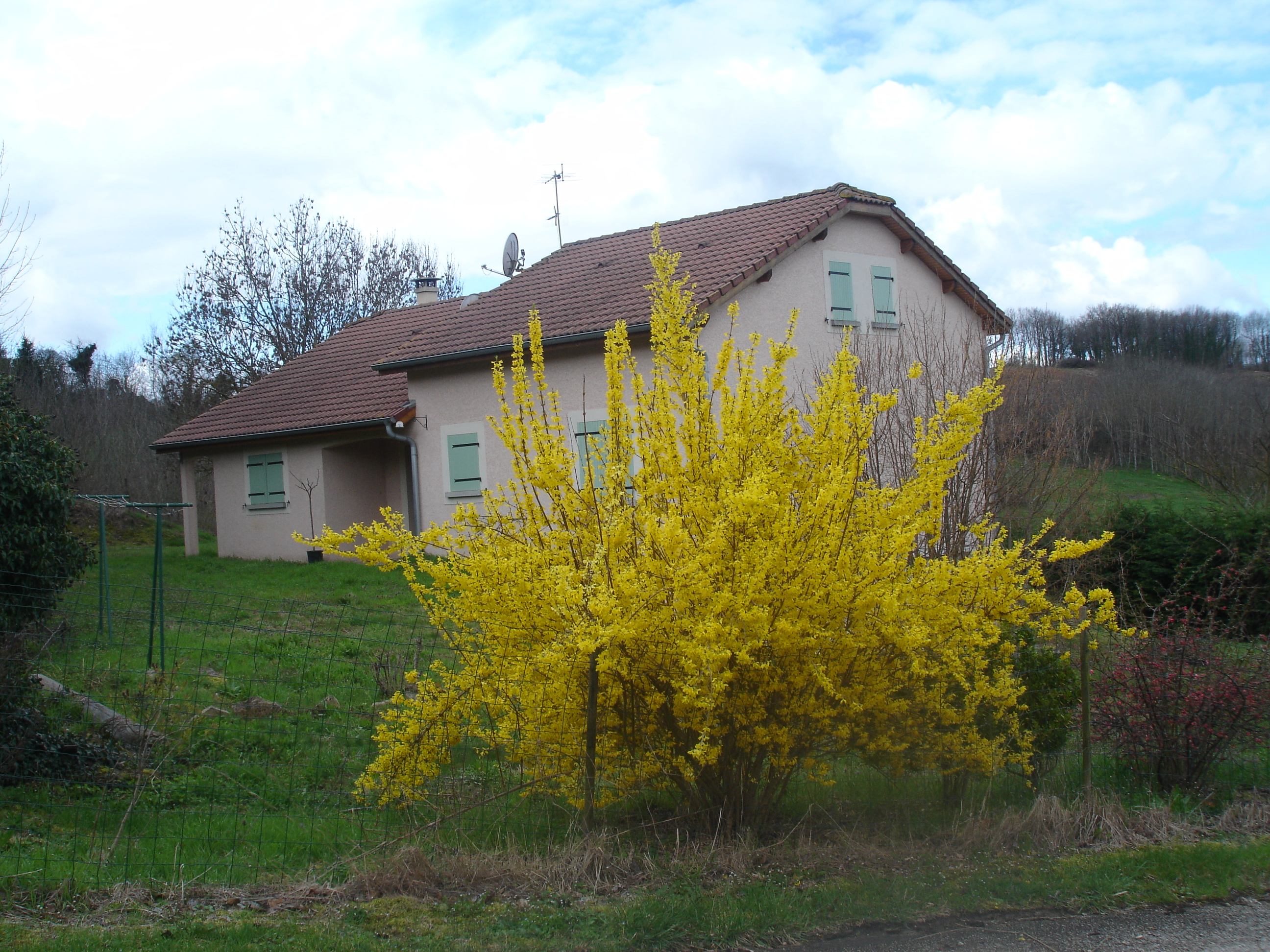
Forsythia dans le Nord-Isère.

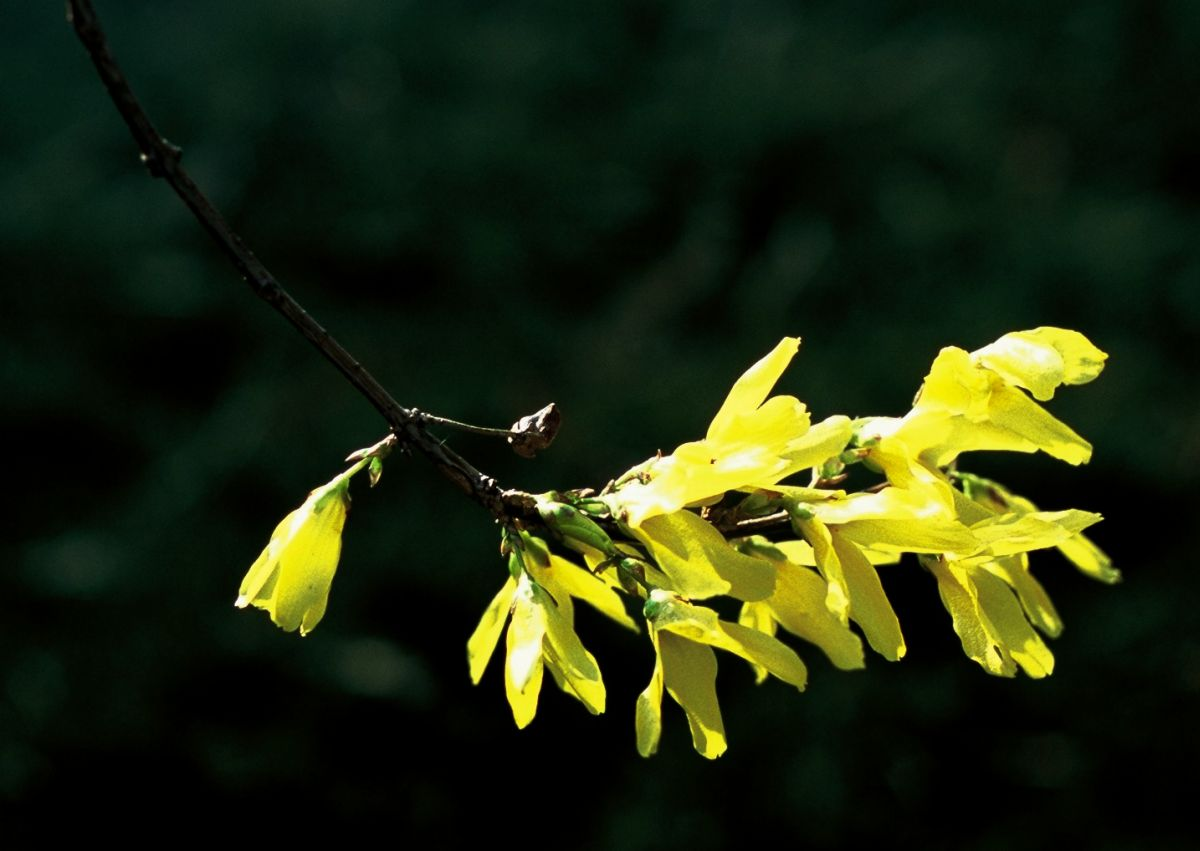
Branche et fleurs.

L'arbuste représenté est un hybride de Forsythia suspensa (Thunb.) Vahl et de Forsythia viridissima Lindl.

### Principales caractéristiques
- Période de floraison : mars à mai.
- Couleur des fleurs : jaune.
- Exposition : plein soleil ou ombre légère.
- Type de sol : sol peu fertile frais et bien drainé.
- Utilisation : massif d'arbustes, talus, sujets isolés.
- Hauteur : 1, 50 à 3 m.
- Catégorie : arbuste à fleurs.
- Plantation : printemps ou automne.
- Rusticité : excellente.
- Multiplication : par bouture de tiges ligneuses.
- Ennemis et maladie : galle du forsythia et pourridié.

### Culture
Tailler juste après la floraison, que ce soit pour rajeunir une touffe âgée, ou pour provoquer des ramifications et assurer un développement harmonieux. Rabattez sévèrement votre forsythia après sa floraison. Rajeunissez-le et aérez-le en supprimant les plus vieilles branches.

## Taille horticole
Il faut noter que les « arbustes à port souple », cultivars ou hybrides, proches sur ce point des variétés de Forsythia suspensa, n'appellent aucune consigne de taille régulière des rameaux suffisamment âgés (en particulier au-delà de trois années). Une taille sélective éventuellement après la floraison qui se clôt normalement fin avril suit d'abord un dessein esthétique d'ensemble.

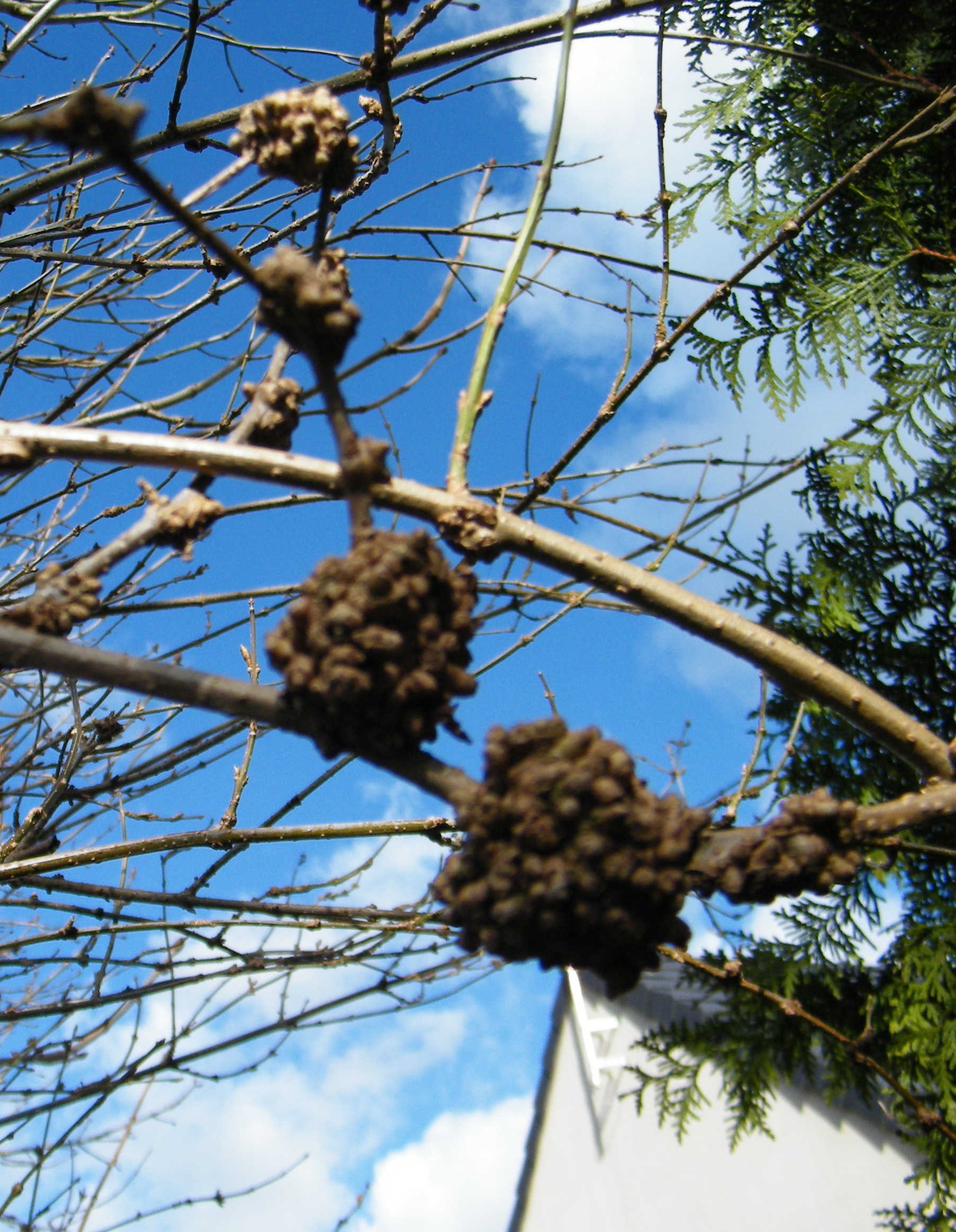
Galles sur Forsythia.

Des galles verruqueuses déforment parfois les tiges. Elles sont dues à des bactéries associées à des champignons : on cite les bactéries Corynebacterium fascians et Agrobacterium tumefaciens et les champignons Gibberalla baccata et Phomopsis dominici. Il faut alors rabattre les tiges atteintes jusqu'au bois sain et brûler les déchets de taille.

## Aspects culturels
En Corée, le forsythia est utilisé pour fabriquer les archets des ajaengs, un instrument à cordes de la musique traditionnelle coréenne :  une branche de forsythia est pelée puis durcie avec de la résine de pin. Elle sera ensuite frottée sur les cordes à la manière d'un archet[réf. nécessaire].